# Takht Hazur Sahib

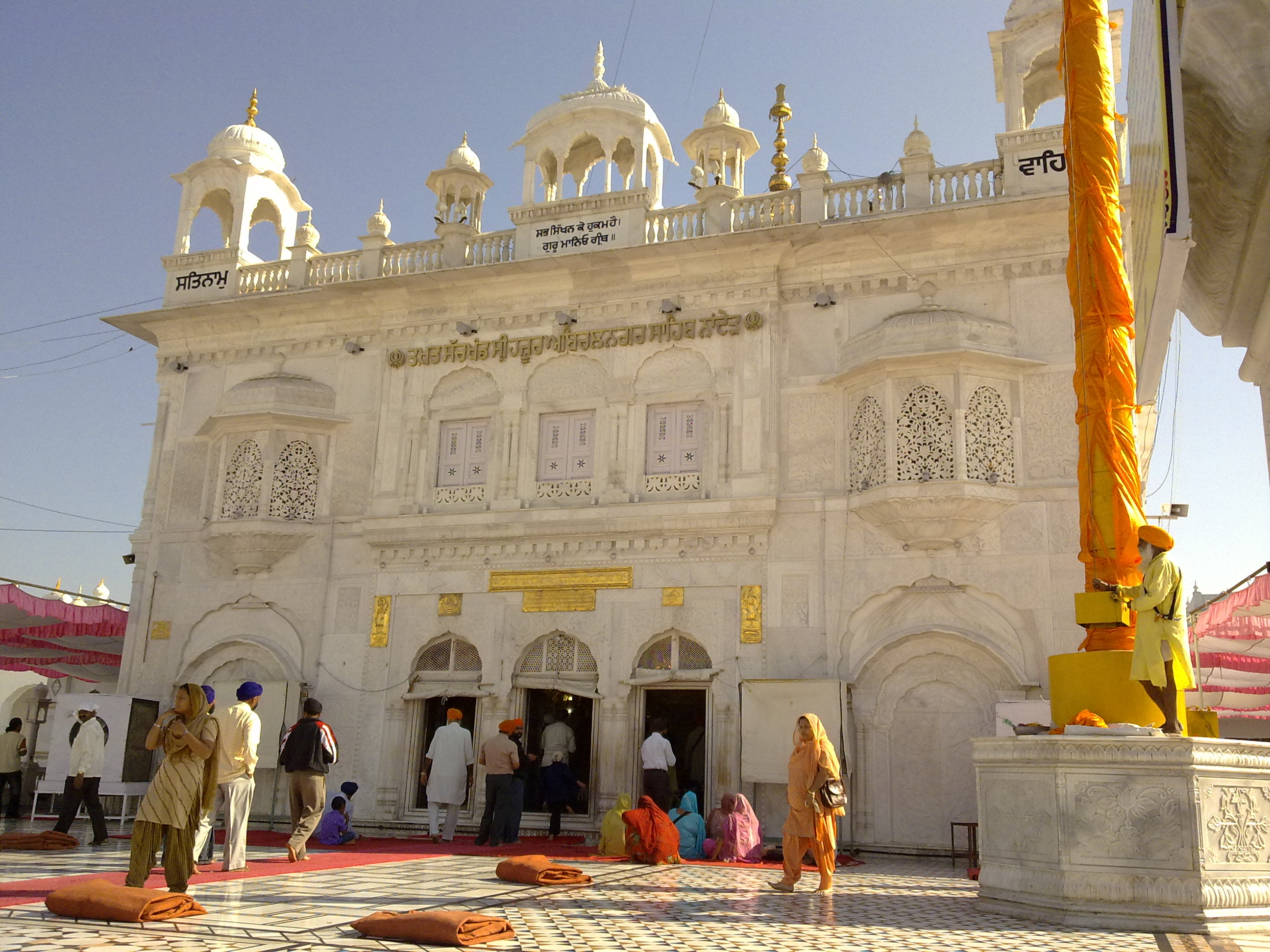
Shri Hazoor Sahib Gurudwara à Nanded

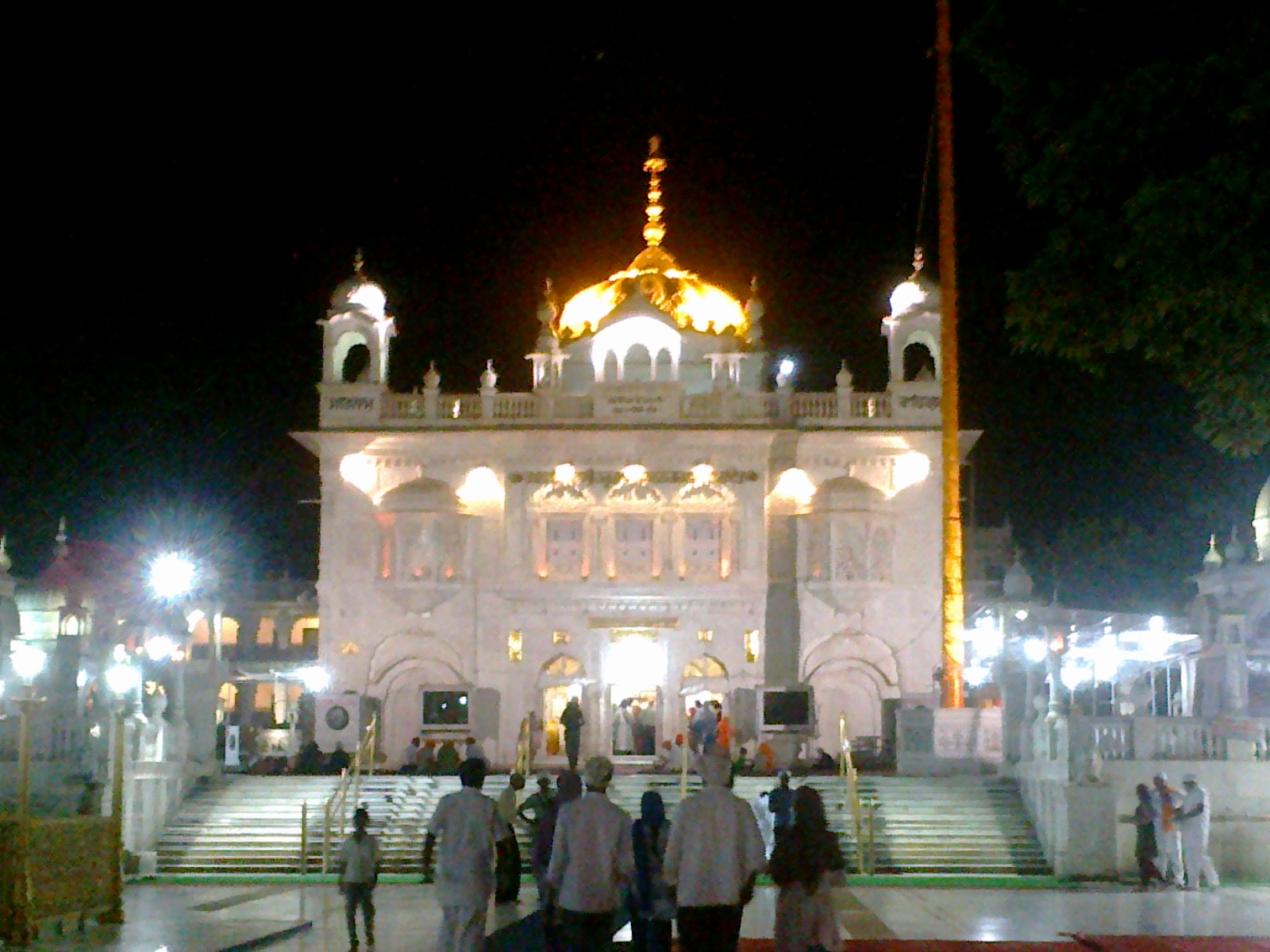
Une autre vue du temple.

Le Takht Hazur Sahib (pendjabi : ਹਜੂਰ ਸਾਹਿਬ ; marathi : हज़ुर साहिब) ou Hazzor Sahib appelé aussi Takht Sachkhand Sri Hazur Abchalnagar Sahib, ou Abchal Nagar est un des cinq temples majeurs du sikhisme, un des cinq Takhts. Les mots Hazur Sahib viennent de l'arabe الصاحب حضور et se traduisent par « résidence du Maître ». Ce gurdwara, appelé Takht parce que désigné par les théologiens comme siège de la foi sikhe, est l'endroit où le dernier gourou humain du sikhisme Guru Gobind Singh a quitté son enveloppe charnelle le 7 octobre 1708.

Le Takht Hazur Sahib se situe à Nanded une ville d'importance de l'état du Maharastra, en Inde de l'ouest. Guru Nanak a aussi habité cet endroit sur les rives du fleuve Godavari. Guru Gobind Singh accompagné de l'empereur moghol Bahadur Shah s'étaient arrêté à Nanded; le roi a continué sa route; mais des assassins sont venus et ont blessé mortellement le Guru. La pièce principale du temple où le Livre saint réside à l'heure actuelle a été établie sur le lieu du décès du Guru. Une pièce du Takht a été construite quant-à elle sur le lieu de l'incinération du Maître. Le temple actuel date de 1832, des reliques s'y trouvent; il est couronné d'un dôme en or. De nombreux autres temples sikhs d'importance sont construits dans cette ville.